# Riksväg 31
De Zweedse rijksweg 31 is gelegen in de provincies Kalmar län, Kronobergs län en Jönköpings län en is circa 180 kilometer lang. De weg ligt in het zuidelijke deel van Zweden.

## Plaatsen langs de weg
- Nybro
- Orrefors
- Flygsfors
- Gullaskruv
- Målerås
- Lenhovda
- Norrhult-Klavreström
- Korsberga
- Vetlanda
- Ekenässjön
- Björköby
- Stensjön
- Nässjö
- Äng
- Forserum
- Tenhult
- Jönköping

## Knooppunten
- Riksväg 25 bij Nybro (begin)
- Riksväg 28: gezamenlijk tracé tot Vetlanda
- Riksväg 23/Riksväg 37
- Riksväg 28: einde gezamenlijk tracé + start gezamenlijk tracé met Riksväg 47 en Länsväg 127 (3 kilometer samen), bij Vetlanda
- Riksväg 32: gezamenlijk tracé over zo'n 8 kilometer (inclusief Riksväg 47), vanaf Vetlanda
- Länsväg 128 bij Stensjön
- Riksväg 40: start gezamenlijk tracé (inclusief Riksväg 47), voor Nässjö
- E4: einde gezamenlijk tracé met Riksväg 40 en Riksväg 47, bij Jönköping (einde weg)

Europese wegen:
E4 · E6 · E10 · E12 · E14 · E16 · E18 · E20 · E22 · E45 · E65
Riksvägar:
9 · 11 · 13 · 15 · 17 · 19 · 21 · 23 · 24 · 25 · 26 · 27 · 28 · 29 · 30 · 31 · 32 · 34 · 35 · 37 · 40 · 41 · 42 · 44 · 46 · 47 · 49 · 50 · 51 · 52 · 53 · 55 · 56 · 57 · 61 · 62 · 63 · 66 · 68 · 69 · 70 · 72 · 73 · 75 · 76 · 77 · 83 · 84 · 86 · 87 · 90 · 92 · 94 · 95 · 97 · 98 · 99